# Elisabeth Grümmer
Kammersängerin Elisabeth Grümmer (nascida Elisabeth Schliz) (31 de março de 1911, Baixa-Yutz, Alsacia-Lorena, França – 6 de novembro de 1986, Warendorf, Westfalia, Alemanha) foi uma notável cantora soprano lírica alemã. Suas interpretações em papéis de Mozart, Richard Wagner e Richard Strauss são vistas como referenciais, em especial Elsa, Elisabeth, Agatha, Elettra, Pamina, Octaviano, A Mariscala e por sobretudo  Donna Anna.

## Infância
Elizabeth Schliz nasceu em 1911, na localidade de Niederjeutz (Baixa-Yutz), na Alsacia-Lorena, região então anexada ao Império Alemão. Ao final da Primeira Guerra Mundial, em 1918, ela e sua família foram expulsos da região, que fora retomada pela França. Àquela altura, eles estabeleram-se em Meiningen, na Alemanha.

## Carreira
Elizabeth iniciou sua carreira ao se mudar para Meiningen, onde estudou teatro e faz seu debut como Klarchen, na peça Egmont, de Goethe.
Em 1940, ela se mudou para Aachen e debutou como uma das "mulheres flores", em Parsifal, de Wagner. Sua mudança foi motivada pela alocação profissional de seu marido. Por meio dele, lá ela conheceu Herbert von Karajan, quem a encorajou a estudar canto com Franziska Martienssen-Lohmann e a debutar na referida peça.
Ao final da Segunda Guerra Mundial, Elizabeth estabeleceu-se em Berlim, então viúva. 
Em Berlim, Elizabeth Grümmer fez parte do elenco da Ópera Alemã de Berlim entre 1946 e 1972. Nesse período, ela se consolidou como uma das figuras emblemáticas do renascimento lírico austro-alemão, sendo reconhecida como uma espetacular vocal soprano nas personagens:
- 1952 (também 1972): "Marechala", de O cavaleiro da Rosa;
- 1953:  em Hansel e Gretel dirigido por Karajan onde se reuniu com Elisabeth Schwarzkopf.
- 1954: "Donna Anna", de Dom Giovanni; e "Micaëla", em Carmen;
- 1955: "Pamina", em A Flauta Mágica;
- 1956-7: "Eva", Os mestres cantores de Nuremberg;
- 1957-8: "Gudrun", em O Anel do Nibelungo;
- 1959: "Elsa", de Lohengrin; e "Agatha", de Der Freischütz;
- 1960: "Elisabeth", de Tannhäuser e o torneio de trovadores de Wartburg;
- 1961: "Condesa", em As bodas de Figaro;

Entre 1957 e 1961, Elizabeth cantou no Festival de Bayreuth, em Salzburgo, no Festival de Glyndebourne, Metropolitan Opera, A Scala, Covent Garden, Viena, Hamburgo e Munique. Em 1963, cantou no Teatro Colón de Buenos Aires.
Foi uma distinta recitalista em Liederabend, canções com orquestra (as Quatro últimas canções de Richard Strauss) e em obras sacras, em especial um Réquiem alemão de Brahms.

## Família
Por volta de 1935, Elizabeth se casou com o primeiro violinista da orquestra do teatro de Duisburgo, Detlev Grümmer, adotando seu sobrenome. Detlev e Elizabeth tiveram uma filha.
Detlev morreu na residência da família, durante um bombardeio da Segunda Guerra Mundial. Sua morte ocorreu enquanto Elizabeth atuava em Praga. Na ocasião, além do marido, a soprano perdeu todos seus pertences. Ela se mudou a Berlim após o final da guerra e nunca voltou a se casar.

## Reconhecimento

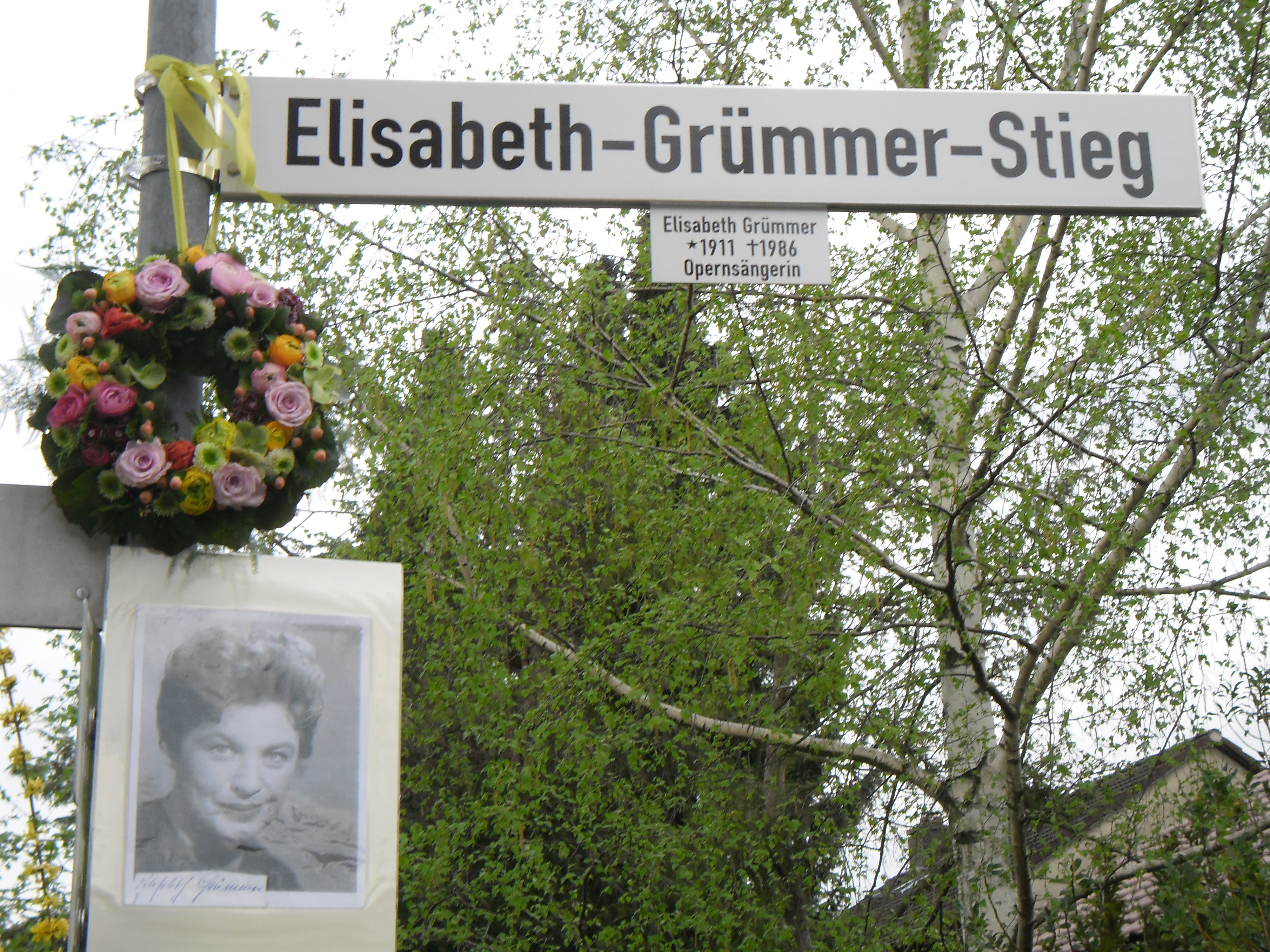
Placa em memória de Elizabeth Grümmer em Alsbach-Hählein, na Alemanha (2014)

Elizabeth Grümmer foi nomeada Kammersängerin, isto é, titulação de cantora da câmara, pela Ópera Alemã de Berlim. Além disso, exerceu cátedra na Berlin Musikhochschule.
Morreu em Warendorf, Vestfália. Seu timbre claro e poderoso ao mesmo tempo pode apreciar-se em numerosas gravações que a mostram em plenitude, bem como no filme Dom Giovanni, estreiado no Festival de Salzburgo de 1954, dirigido por Wilhelm Furtwängler com Cessar Siepi, Walter Berry, Lisa della Casa, Erna Berger e Anton Dermota.

## Discografia principal
- "Der Freischütz" (Agathe) de Carl Maria von Weber, Wilhelm Furtwängler.

- "Der Freischütz" (Agathe) de Carl Maria von Weber, Erich Kleiber.

- "Der Freischütz" (Agathe) de Carl Maria von Weber, Joseph Keilberth.

- "Lohengrin" (Elsa) de Richard Wagner, Lovro von Matacic.

- "Lohengrin" (Elsa) de Richard Wagner, Rudolf Kempe.

- "Tannhäuser" (Elisabeth) de Richard Wagner, Franz Konwitschny.

- "Der Meistersingers von Nürnberg" (Eva) de Richard Wagner, Rudolf Kempe.

- "Der Meistersingers von Nürnberg" (Eva) de Richard Wagner, André Cluytens.

- "Der Meistersingers von Nürnberg" (Eva) de Richard Wagner, Hans Knappertsbusch.

- "Hänsel und Gretel" (Hansel) de Engelbert Humperdinck, Herbert von Karajan.

- "Dom Giovanni" (Donna Anna) de Wolfgang Amadeus Mozart, Wilhelm Furtwängler.

- "Dom Giovanni" (Donna Anna) de Wolfgang Amadeus Mozart, Dmitri Mitropoulos.

- "Götterdämmerung" (Gutrune) de Richard Wagner, Hans Knappertsbusch.

- "Dás Rheingold" de Richard Wagner, Hans Knappertsbusch.

- "Idomeneo" (Elettra) de Wolfgang Amadeus Mozart, Ferenc Fricsay.

- "Die Hochzeit dês Figaro" (Condesa) de Wolfgang Amadeus Mozart.

- "Der Rosenkavalier"(Marschallin) de Richard Strauss, Wilhelm Schlüchter.

- "Matthäus-Passion" BWV 244 de Johann Sebastian Bach, Wilhelm Furtwängler.

- "Johannes-Passion" BWV 245 de Johann Sebastian Bach, Karl Forster.

- "Kantaten - Cantatas" de Johann Sebastian Bach, Kurt Thomas.

- "Ein deutsches Requiem" de Johanne Brahms, Rudolf Kempe.

- "Die Schöpfung" de Franz J.haydn, Karl Forster.

- "Requiem" de W.A. Mozart, Rudolf Kempe.

- "Bach MADE IN GERMANY" Vol. II Kantaten, Motetten, Weihnachtsoratorium, Kurt Thomas.

- "Elisabeth Grümmer, Lieder de Schubert, Brahms, Grieg e Verdi", Richard Kraus.

- "Elisabeth Grümmer, Liederabend, Lieder de Mendelssohn, Schumann, Schoeck, Wolf".

- "Recital 1970, Lieder de Beethoven, Brahms, Mozart, Reger, Schubert, Schumann, Strauss, Wolf" Richard Kraus.

DVD
- "Dom Giovanni" de Wolfgang Amadeus Mozart, Wilhelm Furtwängler, 1954, Festival de Salzburgo.
- Dom Giovanni - em alemão -, Ferenc Fricsay, 1961, Berlin, reapertura da Deutsche Oper.[7]